# Earias roseifera
Earias roseifera is een vlinder uit de familie van de visstaartjes (Nolidae). De wetenschappelijke naam van de soort is voor het eerst geldig gepubliceerd in 1881 door Butler. De soort komt voor in Oost-Azië, met name in Japan, maar is ook waargenomen, waarschijnlijk geïntroduceerd, in Italië. De soort is een plaaginsect op rodondendron.